# Gilberto da Silva
Gilberto da Silva (Rotterdam, 2 maart 1996) is een Nederlands voetballer van Angolese afkomst die als middenvelder voor Almere City FC speelde. Hij is een neef van Tonny Vilhena.

## Carrière
Gilberto da Silva speelde in de jeugd van DEH en Feyenoord. In 2015 vertrok hij transfervrij naar Almere City FC, waar hij een amateurcontract tekende. Hij debuteerde voor Almere op 22 januari 2016, in de met 0-2 verloren thuiswedstrijd tegen Telstar. Hij kwam in de 79e minuut in het veld voor Paul Quasten. Dit was zijn enige wedstrijd voor Almere City, en door een zware knieblessure speelde hij tot 2018 geen wedstrijd meer. In dat jaar sloot hij aan bij BVV Barendrecht, en na een seizoen bij SV Oranje Wit speelt hij sinds 2019 voor VV Smitshoek.

### Statistieken
| Seizoen                        | Club            | Land           | Competitie         | Competitie | Competitie | Beker | Beker | Totaal | Totaal |
| Seizoen                        | Club            | Land           | Competitie         | Wed.       | Dlp.       | Wed.  | Dlp.  | Wed.   | Dlp.   |
| ------------------------------ | --------------- | -------------- | ------------------ | ---------- | ---------- | ----- | ----- | ------ | ------ |
| 2015/16                        | Almere City FC  | Nederland      | Eerste divisie     | 1          | 0          | 0     | 0     | 1      | 0      |
| 2018/19                        | BVV Barendrecht | Nederland      | Tweede divisie     | 5          | 0          | 0     | 0     | 5      | 0      |
| 2020/21                        | VV Smitshoek    | Nederland      | Hoofdklasse Zat. A | 5          | 0          | 0     | 0     | 5      | 0      |
| Carrièretotaal                 | Carrièretotaal  | Carrièretotaal | Carrièretotaal     | 11         | 0          | 0     | 0     | 11     | 0      |
| Bijgewerkt op 26 november 2020 |                 |                |                    |            |            |       |       |        |        |